# Guaicura
Le guaicura (ou guaycura) est une langue amérindienne isolée parlée dans le Sud de la Basse Californie, au Mexique.
La langue est éteinte.

## Localisation
Le guaicura était parlé par le peuple du même nom, dans les hautes terres de la sierra de la Giganta qui surplombe le golfe de Californie jusqu'aux plaines de la Magdalena qui bordent l'Océan Pacifique.

## Classification
Le guaicura, comme d'autres langues de la Basse Californie, le pericú et l'huchití, est considéré comme une langue isolée.